# Resolució 1212 del Consell de Seguretat de les Nacions Unides
La Resolució 1212 del Consell de Seguretat de les Nacions Unides fou adoptada el 25 de novembre de 1998. Després de recordar totes les resolucions pertinents sobre Haití, inclosa la Resolució 1141 (1997), el Consell va ampliar el mandat de la Missió de Policia Civil de les Nacions Unides a Haití (MIPONUH) per un any més.
El Consell de Seguretat va assenyalar que la Policia Civil de les Nacions Unides, la Missió Civil Internacional i el Programa de les Nacions Unides per al Desenvolupament havien tingut un paper clau a Haití, ajudant a construir una força de policia i restablir la democràcia i la justícia. En aquest sentit, va acollir amb beneplàcit la continuada professionalització de la Policia Nacional d'Haití i els avenços aconseguits cap al "Pla de desenvolupament de la Policia Nacional d'Haití per al període 1997-2001". El Consell va destacar el vincle entre la pau i el desenvolupament, i va assenyalar que l'assistència internacional és essencial per a la pau a llarg termini al país. Li preocupava, doncs, que el parèntesi polític pogués suposar un risc per al procés de pau.
Es va destacar la importància d'una força policial en funcionament i es va ampliar el mandat de MIPONUH a petició del Govern d'Haití. No s'estendria més enllà del 30 de novembre de 1999 i es va demanar al Secretari General de les Nacions Unides que informés sobre la missió cada tres mesos. A més, calia continuar l'assistència de la comunitat internacional, inclòs el Consell Econòmic i Social de les Nacions Unides.
Finalment, es va instar als líders polítics haitians a negociar el fi de la crisi política i reformar el sistema de justícia, en particular les seves presons.
La resolució 1212 va ser aprovada per 13 vots i cap en contra i dues abstencions de la Xina i Rússia. No es van acceptar les propostes de la Xina per a una pròrroga adequada del mandat i a Rússia li preocupava que la presència de les Nacions Unides a Haití s'hagués prorrogat diverses vegades, assenyalant que no milloraria l'autoritat o la confiança del Consell en les seves decisions.